# 波吉斯瓦夫九世
波吉斯瓦夫九世（Bogusław IX，約1410年—1446年12月7日），波美拉尼亞公爵，波吉斯瓦夫八世之子，1418年至1446年在位。

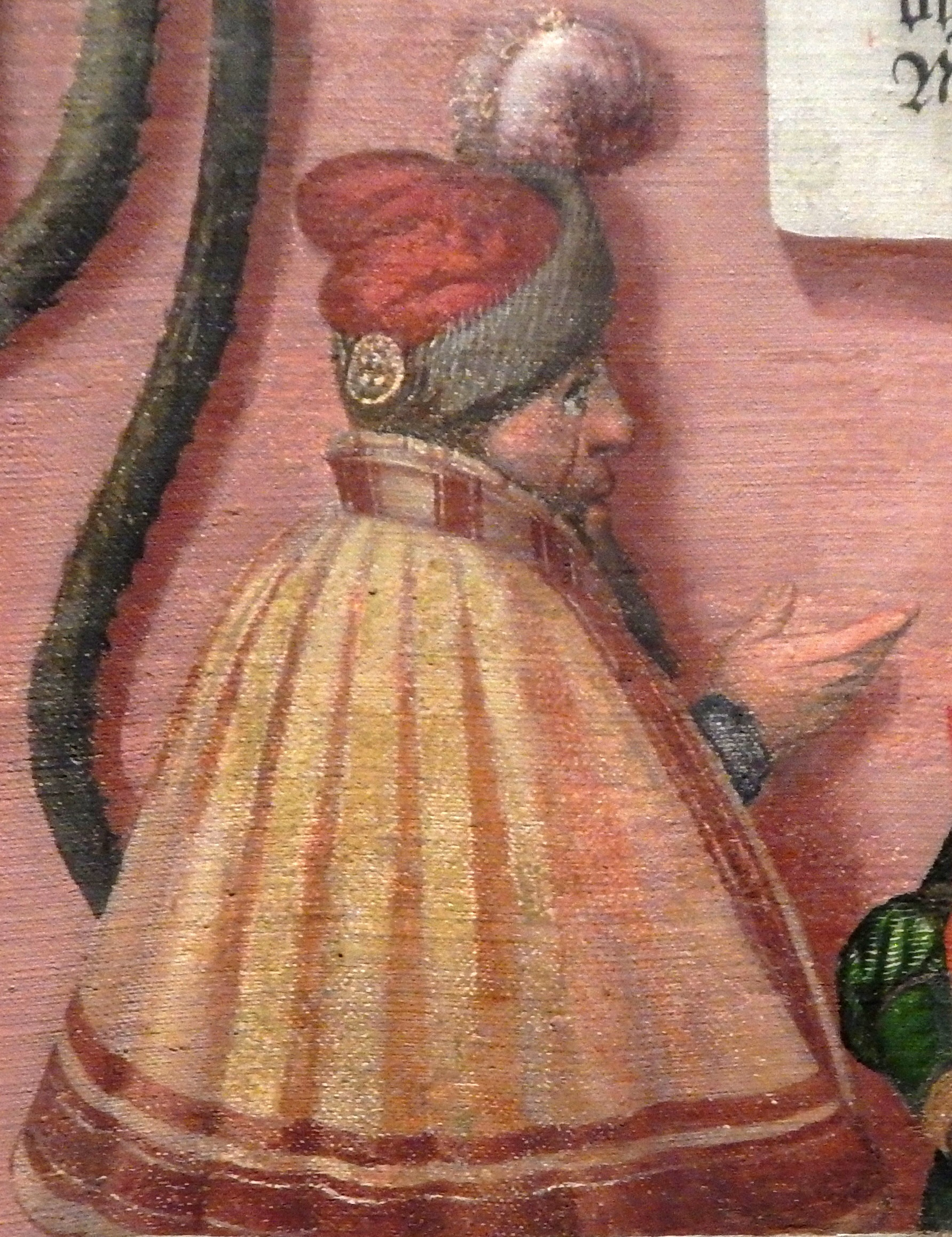
波吉斯瓦夫九世

波吉斯瓦夫九世娶馬佐夫舍公爵謝莫維特四世的女兒瑪麗亞，他們有一個女兒索菲亞。波吉斯瓦夫九世於1446年去世，由堂兄埃里克一世繼位。